# Aromatne (rejon biłohirski)
Aromatne (ukr. Ароматне, ros. Ароматное, Aromatnoje) – wieś na Ukrainie, w Autonomicznej Republice Krymu (de iure stanowiącej integralną część państwa ukraińskiego, w 2014 anektowanej przez Rosję i odtąd funkcjonującej jako Republika Krymu), w rejonie biłohirskim. W 2001 liczyła 1711 mieszkańców, wśród których 175 wskazało jako ojczysty język ukraiński, 1229 rosyjski, 294 krymskotatarski, 1 mołdawski, 3 białoruski, 1 gagauski, 3 grecki, a 5 inny. Według spisu ludności przeprowadzonego przez okupacyjne władze rosyjskie populacja wsi w 2014 wynosiła 1772 osoby.